# Ventrilo
Ventrilo er et VoIP-program, det bliver blandt andet brugt af computerspillere når de spiller i hold.